# Erco-Tianetie
Erco-Tianetie (gruzínsky ერწო-თიანეთი, erco tianeti) je historická provincie, která se rozkládala na úpatí Velkého Kavkazu v údolí podél horního toku řeky Jori ve východní Gruzii na území dnešního regionu Mccheta-Mtianetie. Tato provincie se dále dělila na dvě části, Erco (ერწო) a Tianetii (თიანეთი). Erco-Tianetie hraničila na severu s dalším gruzínským historickým regionem Pšavi, na jihu a východě s Kachetií a na západě s Kartlií podél toku řeky Aragvi.
První zmínka o tomto regionu pochází z opisu dokumentů z 11. století, ve kterých byly zaznamenány události z let 330 až 340, kdy Gruzie (tehdy Kavkazská Iberie) přijala křesťanství. V roce 1614 byl tento region zcela vylidněn kvůli invazi Peršanů do Kachetie, jejíž součástí byl region i Erco-Tianetie. Lidé z okolních horských provincií pak tento region znovu zalidnili.